# 粒子技術
粒子技術（英語：particle technology）是與粒子和粉末處理和加工相關的科學技術。這類技術應用於生產、處理、改造和使用各種乾或濕的粒子材料，粒徑範圍從奈米到厘米。粒子技術所涵蓋的範圍包含化學、石化、農業、食品、製藥、礦物加工、土木工程、先進材料、能源和環境等多個產業領域。

## 粒子技術範疇
粒子技術應用於：
- 散料固體行為，包括土壤力學、散料處理、筒倉、輸送、粉末冶金、奈米技術等。
- 粒徑縮小，包括粉碎和磨碎等。
- 粒徑增大，包括絮凝、造粒（英语：Granulation）、粉末壓實、壓片（英语：Tableting）、結晶等。
- 固粒分離，如篩選、造粒、浮選、磁選（英语：Magnetic separation）、靜電除塵、流態化、離心分離（英语：Centrifugation）、液體過濾等。
- 分析程序，如粒度分析等。